# Strem
Strem (ungerska: Strém) är en ort och kommun i Österrike. Den ligger i distriktet Güssing i förbundslandet Burgenland, i den östra delen av landet, 130 km söder om huvudstaden Wien. Antalet invånare i kommunen år 2023 var 921.
Kommunen består av fyra orter (Ortschaften) (inom parentes invånarantal 1 januari 2024):
- Deutsch Ehrensdorf (121)
- Steinfurt (108)
- Strem (638)
- Sumetendorf (43)